# نانسي جينيفر
نانسي جينيفر (بالإنجليزية: Nancy Jennifer)‏ هي ممثلة هندية، ولدت في 20 يوليو 1988 في تشيناي في الهند.